# Sandra Reymond
Sandra Reymond (3 giugno 1972) è un'ex sciatrice alpina svizzera.

## Biografia
Specialista delle prove tecniche originaria di Vercorin di Chalais, in Coppa del Mondo la Reymond esordì il 21 dicembre 1994 in Alta Badia in slalom gigante, senza completare la prova, ottenne il miglior piazzamento il 29 dicembre 1996 a Semmering in slalom speciale (22ª) e prese per l'ultima volta il via il 1º marzo 1998 a Saalbach-Hinterglemm nella medesima specialità, senza completare la prova. Si ritirò al termine di quella stessa stagione 1997-1998 e la sua ultima gara fu il supergigante dei Campionati svizzeri 1998, disputato il 27 marzo a Obersaxen e chiuso dalla Reymond al 39º posto; non prese parte a rassegne olimpiche o iridate.

## Palmarès

### Coppa del Mondo
- Miglior piazzamento in classifica generale: 98ª nel 1997

### Campionati svizzeri
- 2 medaglie (dati parziali fino alla stagione 1994-1995):
  - 2 ori (combinata[senza fonte] nel 1990; combinata[senza fonte] nel 1995)